# Симеон (Крилов-Платонов)
Архієпископ Симеон (світське ім'я — Сава Крилов-Платонов; 1 грудня 1777, Карпово — 12 травня 1824, Ярославль) — релігійний діяч Російської імперії. В Україні архієпископ Чернігівський РПЦ.

## Біографія
Народився 1 грудня 1777 року в селі Карпово Дмитровського повіту Московської губернії в сім'ї священика.
Початкову освіту отримав у Дмитрівському духовному училищі.
З 1791 роки навчався в Троїцькій лаврській духовній семінарії, а з 1797 року — в Московському університеті.
У 1798 році призначений вчителем французької мови в Троїцькій лаврській духовній семінарії.
З 1800 року — викладач поезії в тій же семінарії.
У лютого 1801 переведений вчителем риторики в Московську духовну академію.
16 лютого 1803 прийняв чернецтво і визначений намісником Троїце-Сергієвої лаври; в листопаді того ж року призначений архімандритом Спасо-Віфанской монастиря.
З 24 січня 1810 — ректор Московської Слов'яно-греко-латинської академії і настоятель Заіконоспаського монастиря.
12 серпня 1814 затверджений ректором перетвореної Московської духовної академії і архімандритом Донського монастиря.
27 лютого 1816 хіротонізований на єпископа Тульського і Бєлевського.
З 16 червня 1818 — єпископ Чернігівський і Ніжинський.
17 вересня 1819 возведений у сан архієпископа. Почесний член Санкт-Петербурзької духовної академії.
26 вересня 1820 переміщений архієпископом у Твер.
З 3 липня 1821 — архієпископ Ярославський і Ростовський.
Помер 27 травня 1824 в місті Ярославлі.